# Yvar Mikhashoff
Yvar-Emilian Mikhashoff (eigentlich Ronald Mackay; * 8. März 1941 in Troy, New York; † 11. Oktober 1993 in Buffalo, New York) war ein US-amerikanischer Pianist.

## Ausbildung und akademische Laufbahn
Mikhasoff hatte ersten Klavierunterricht bei Betty Weir und Stanley Hummel. Er besuchte seit 1959 die Eastman School of Music, wo er Klavierschüler von Armand Basile war, und 1961 die Juilliard School of Music. 
Ab 1964 studierte er an der University of Houston Klavier bei Albert Hirsh und Komposition bei Elmer Schoettle. Nach einem Aufenthalt bei Nadia Boulanger begann er an der University of Texas in Austin ein Studium bei Hunter Johnson, Kent Kennan, Janet McGaughey und Karl Korte, das er 1973 mit dem Grad eines Doktors der Musik abschloss. Er war dann bis zu seinem Tode Assistent Professor an der State University of New York in Buffalo. 
Er starb mit 52 Jahren an den Folgen von Aids.

## Musikalische Ausrichtung und Karriere
Mikhasoff spezialisierte sich auf die amerikanische Musik des 20. Jahrhunderts und galt bald international als einer der herausragendsten Interpreten dieses Repertoires, dem Komponisten wie John Cage, Lukas Foss, Christian Wolff, Henry Brant, Sylvano Bussotti, Per Nørgård und Luis de Pablo Werke widmeten. 
Er trat bei fast allen bedeutenden Festivals zeitgenössischer Musik welt weit auf – u. a. beim Warschauer Herbst, dem Holland Festival, der Biennale von Zagreb, dem Bergen Festival in Norwegen und dem Almeida Festival in London – und spielte Aufnahmen für Rundfunksendungen in den USA, den Niederlanden, Dänemark, England und Japan sowie für Plattenlabels wie New Albion, Mode, RCA Victor, CRI und Spectrum ein. 
Daneben war er Begründer des North American New Music Festival, das er elf Jahre lang leitete. Seine Unterstützung zeitgenössischer Musik wird durch den nach seinem Tode gegründeten Yvar Mikhashoff Trust for New Music fortgesetzt.
| Personendaten    | Personendaten                                                                   |
| ---------------- | ------------------------------------------------------------------------------- |
| NAME             | Mikhashoff, Yvar                                                                |
| ALTERNATIVNAMEN  | Mikhashoff, Yvar-Emilian (vollständiger Name); Mackay, Ronald (wirklicher Name) |
| KURZBESCHREIBUNG | US-amerikanischer Pianist                                                       |
| GEBURTSDATUM     | 8. März 1941                                                                    |
| GEBURTSORT       | Troy, New York                                                                  |
| STERBEDATUM      | 11. Oktober 1993                                                                |
| STERBEORT        | Buffalo, New York                                                               |